# Vetreria Operaia Federale A.V.I.R.
La Vetreria Operaia Federale è stata un'azienda produttrice di bottiglie in vetro, fondata ad Asti nel 1906 nel sito produttivo che fu della Società Enologica Astigiana, inaugurato nel 1871. Acquisita e successivamente trasferita nella frazione di Quarto d'Asti nel 1989, lo stabilimento storico di Corso Felice Cavallotti è attualmente un sito di archeologia industriale adibito a luogo per esposizioni artistiche a partire dal 1994.

## Storia

### Società Enologica Astigiana
Nel 1871 nacque la Società Enologica Astigiana, voluta da alcuni imprenditori della città per ovviare ai problemi di sovrapproduzione vinicola, dare risposta al mercato e cercare di avere una lavorazione meno artigianale. L'edificio fu progettato dal professor Rocco Porzio in zona Cittadella, tra il gasogeno e la ferrovia. La costruzione fu inaugurata il 21 aprile 1872 e conclusa nell'autunno dello stesso anno.
Il complesso si estendeva su 35 000 m² con una superficie coperta di 4 000 m², era circondato da bassi fabbricati di servizio ed essendo vicino alla ferrovia poteva usufruire di un binario privato. All’interno erano posti 32 tini in muratura per la fermentazione dei vini, addossati al muro a nord, e un magazzino per le bottiglie di 590 m². Al pian terreno erano presenti ambienti per le lavorazioni affini alla produzione del vino, del vermut e dello champagne. Il secondo piano era adibito a magazzini e abitazione e copriva una superficie di circa 2 600 m², mentre gli uffici, i laboratori e altri depositi erano stati collocati sui 1 600 m² dei bassi fabbricati. La porzione seminterrata, ancora oggi visibile, risale al primo progetto e presenta una pianta rettangolare scandita da una maglia di pilastri in muratura sui quali si appoggiano volte a botte intersecate da unghie.
L'azienda fallì nel 1891 ed il complesso venne acquistato dal comune di Asti per essere adibito a magazzino.

### Vetreria Operaia Astigiana
L'edificio, che non era più utilizzato, fu venduto nel 1906 dall'amministrazione comunale a Cesare Ricciardi e alla Cooperativa Federale Operaia per 70.000 lire con alcuni vincoli, tra cui il diritto di prelazione del comune in caso di scioglimento o fallimento dell'azienda. Con l'installazione dei nuovi impianti prese avvio la produzione di bottiglie di vetro. L'impianto inizialmente era costituito da un forno a sei piazze, con un consumo di carbone che oscillava tra le 16 e le 18 tonnellate al giorno. La produzione si attestava su una capacità di 30 tonnellate di vetro fuso, pari a circa 16.000 bottiglie e 600 damigiane al giorno.
Il forno, del tipo “a bacino”, era il centro della fabbrica e intorno ad esso si disponevano gli altri reparti. Questo particolare tipo di forno permetteva la lavorazione a ciclo continuo senza dover attendere il raffreddamento del vetro fuso, con un conseguente risparmio di combustibile. Gli spazi necessari all'attività comprendevano quelli di stoccaggio delle materie prime (sabbia del Tanaro, solfato di soda Solvay, polvere di marmo, rottami di vetro e pirite) e le “piazze”, cioè gli spazi che stavano davanti alla bocca del forno dove squadre di quattro lavoratori operavano per ottenere il prodotto finito.
Essendo la forma societaria quella di una cooperativa, gli operai stessi si impegnarono per la realizzazione di strutture a supporto dei lavoratori dell'azienda: nel 1909 sorsero l'asilo Francisco Ferrer, la Croce verde, il circolo sociale e, nel 1920 la Società di mutuo soccorso. Fin dalla sua apertura venne definita agli astigiani una “strana fabbrica”, a causa innanzitutto della sua forma societaria, inusuale per il territorio, ma anche perché la lavorazione del vetro era estranea all'astigiano, così che i lavoratori giungevano da altre regioni, in particolare Liguria e Toscana.
La concorrenza dei prodotti fabbricati meccanicamente dalle vetrerie francesi e tedesche mise in crisi l'azienda, tanto che nel 1912 nacque la Vetreria Operaia Astigiana, che mantenne comunque lo stesso assetto cooperativo e i princìpi fondanti. A peggiorare la situazione fu lo scoppio della prima guerra mondiale, in quanto l'industria del vetro non fu considerata ausiliaria allo sforzo bellico e di conseguenza cominciarono a scarseggiare le materie prime, il combustibile e la manodopera. La vetreria astigiana riuscì comunque a sopravvivere ed aumentò la produzione negli anni successivi alla fine del conflitto.
A minare lo sviluppo della vetreria, oltre alla meccanizzazione, furono il proibizionismo statunitense che portò a una diminuzione dell'esportazione di alcolici e conseguentemente di produzione di bottiglie, e il regime fascista apertamente ostile alle imprese cooperative. Nel 1924, pur non cambiando denominazione, divenne una società per azioni ed avviò un primo tentativo di innovazione con l'introduzione della macchina soffiatrice per riuscire a superare la produzione rimasta di tipo artigianale. Nel 1927 la vetreria, in difficoltà, venne affittata dalla concorrente Società Anonima Commerciale Industriale Vetraria (S.A.C.I.V.), che aveva introdotto la lavorazione meccanizzata. Nel 1933 la S.A.C.I.V. acquisì la Vetreria Operaia Astigiana.
Carenza di materie prime, scorte e combustibili, con conseguente calo occupazionale dei dipendenti e riduzione degli orari di lavoro, avvenne anche a seguito della seconda guerra mondiale. Il comparto industriale astigiano ripartì nel 1949, a seguito del fenomeno alluvionale che colpì Asti nel settembre del 1948. Anche l'azienda vetraia ripartì e negli anni '50, complice una sempre maggior automazione dei cicli produttivi, si assistì ad un raddoppio della produzione a fronte del quasi dimezzamento dei dipendenti. Nei decenni successivi l'azienda cambiò nome e proprietà, fino a quando si trasferì in un nuovo stabilimento nel quartiere di Quarto d'Asti nel 1989. L'edificio di Corso Felice Cavallotti tornò di proprietà dell'amministrazione comunale e, dopo essere stato ristrutturato con un progetto di recupero e riconversione del 1994, viene utilizzato come luogo per esposizioni.